# 大宋碑歌
《大宋碑歌》，又称《江山美人》，中国电视剧，于2003年拍摄，2004年在内地各大电视台播出。以宋徽宗宣和年间为背景，讲述了宋徽宗赵佶与江南女子方玉儿因为一幅《江山美人图》相识相恋的故事，有道是“江山美人谁轻谁重，姻缘好定知音难逢，成也英难败也英雄！”

## 概述
宋徽宗赵佶统治时期，朝政腐败，他本人生活骄奢淫逸，挥霍无度，酷爱花石。蔡京、童贯等人为讨好皇帝，不惜破屋坏墙，践田毁墓在全国遍寻奇石异木。“花石之忧”致使大批百姓倾家荡产，苛捐杂税和连年灾荒更令天下天下萧然，民不聊生……

## 演员
| 演員     | 角色       | 简介 | 备注       |
| -------- | ---------- | ---- | ---------- |
| 孙耀威   | 宋徽宗     |      |            |
| 韩 雪    | 方玉儿     |      |            |
| 李研修   | 蔡无双     |      | 韩国女演员 |
| 桥本丽香 | 李师师     |      | 日本女演员 |
| 刘晓庆   | 孟太后     |      |            |
| 王同晖   | 方 浩      |      |            |
| 计春华   | 完颜阿骨打 |      |            |
| 吴 韻    | 刘妃       |      |            |
| 杨洪武   | 蔡京       |      |            |
| 徐光明   | 童贯       |      |            |

## 职员
- 导演：马玉辉
- 编剧：李晓伟 凌君
- 制片主任：辛莉莎
- 制片人：韩锋
- 美术：郑怀志
- 动作导演：冯哲
- 武术指导：徐杰 王江华
- 策划：宫晓东
- 作曲：雷蕾